# A vad robot
A vad robot (eredeti cím: The Wild Robot) 2024-ben bemutatott amerikai számítógépes animációs sci-fi film, amelyet a DreamWorks készített és a Universal Pictures forgalmaz. Peter Brown 2016-os The Wild Robot című regénye alapján Chris Sanders írta filmre, rendezte, szinkronizálásra pedig olyan neves színészeket kért fel, mint Lupita Nyong'o, Pedro Pascal, Kit Connor, Bill Nighy, Stephanie Hsu, Mark Hamill, Catherine O'Hara és Ving Rhames. 
A filmet a 49. Torontói Nemzetközi Filmfesztiválon 2024. szeptember 8-án, az Egyesült Államokban szeptember 27-én a Universal Pictures, míg Magyarországon 2024. október 24-én mutatták be a mozikban a UIP-Dunafilm forgalmazásába.. A film nemzetközi elismerést kapott történetéért, animációiért, érzelmi mélységéért és vokális teljesítményéért, különösen Nyong'o. A folytatás fejlesztés alatt áll, a film pedig a 2025-ös Oscar-díj egyik fővárományosa animációs film kategóriában.

## Cselekmény
Egy hajótörés után egy Rozzum 7134 nevű intelligens robot, röviden Roz, egy lakatlan szigeten ragad. Ott nincsenek emberek, akik parancsokat adhatnának neki. Roz ezért összebarátkozik a szigeten élő állatokkal. Amikor felfedez egy őrizetlen madárfészket, egy tojást talál, amelyben élet alakult ki. Amikor a fióka kikel, Roz nagy kerek feje az első, amit a kicsi meglát.
A robot megfogadja egy Stikli nevű róka tanácsát, és tervet készít, hogy segítsen Derűcsőrnek (ahogyan ők hívják a kismadarat) túlélni és kirepülni a zord környezetből, mert ezen a helyen, ahol minden élőlény, ragadozó, vagy préda, nem elég megtanulni enni, úszni és repülni. Derűcsőrnek el kell sajátítania a trükkös társadalmi helyzeteket, és be kell fogadnia magát egy csapatba, mielőtt megkezdődik a vándorlási szezon. Roznak mélyen a robot lelkébe kell ásnia, hogy megtanítsa a kismadarat a helyes közösségi viselkedésre.

## Szereplők
| Szerep       | Eredeti hang     | Magyar hang        |
| ------------ | ---------------- | ------------------ |
| Roz          | Lupita Nyong’o   | Nemes Takách Kata  |
| Stikli       | Pedro Pascal     | Dévai Balázs       |
| Derűcsőr     | Kit Connor       | Nagy Gereben       |
| Hosszúnyak   | Bill Nighy       | Márton András      |
| Rózsafarok   | Catherine O’Hara | Nagy-Kálózy Eszter |
| Pamska       | Stephanie Hsu    | Csifó Dorina       |
| Tüske        | Mark Hamill      | Gémes Antos        |
| Lubic        | Matt Berry       | Zöld Csaba         |
| Villámcsapás | Ving Rhames      | Schneider Zoltán   |

### Magyar változat
- Főcím: Egressy G. Tamás
- Magyar szöveg: Speier Dávid
- Felvevő hangmérnök: Jacsó Bence
- Vágó: Sári-Szemerédi Gabriella
- Gyártásvezető: Cabello-Colini Borbála
- Szinkronrendező: Dóczi Orsolya
- Produkciós vezető: Hagen Péter

A szinkront a Mafilm Audio Kft. készítette.

## A film készítése
2023. szeptember 28-án a DreamWorks Animation bejelentette, hogy animációs filmadaptációt készít Peter Brown The Wild Robot című könyvsorozatából, amelynek írója és rendezője Chris Sanders, producere Jeff Hermann, míg Sanders régi alkotótársa, Dean DeBlois lesz a vezető producer. A stáb további tagjait is bejelentették, köztük Raymond Zibach látványtervezőt, Mary Blee vágót és Heidi Jo Gilbert.

### Szereplőgárda
A szereplőket – Lupita Nyong’o, Pedro Pascal, Catherine O’Hara, Bill Nighy, Kit Connor, Stephanie Hsu, Mark Hamill, Matt Berry és Ving Rhames – 2024. március 5-én, a film első előzetesének megjelenésével kerültek nyilvánosságra.